# Isfet
Isfet je pojem z egyptské mytologie. Je postaven na nábožensky, sociálně a politicky ovlivněném dualismu. Isfet (jzft) znamená v egyptštině zlo, chaos a násilí a představuje protiklad Maat (mɜˤt). 

## Principy a ideologie
Isfet je protějškem termínu Maat, který označuje řád a harmonii. Podle staroegyptských přesvědčení panoval mezi Isfet a Maat doplňující se a paradoxní dualismus (jeden by bez svého protějšku nemohl existovat). Principy Isfet a Maat se navzájem vyrovnávaly. Řád měl vždy zvítězit nad chaosem. Egyptský faraon měl „dosáhnout“ Maat, tedy musel dodržovat a chránit spravedlnost a harmonii a bojovat proti chaosu Isfet. Vesmír měl být cyklický, tedy měl mít opakované sekvence: denní západ a východ slunce, roční období a záplavy Nilu.  Principy rozporů mezi Isfet a Maat jsou ilustrovány v populárním příběhu ze Střední říše, který se nazývá „sténání beduína“: 
Ti, kdo zničí lež, podpoří Maat;
ti, kdo podpoří dobro, vymažou zlo.
Tak, jak plnost vnese chuť k jídlu,
jak oblečení pokryje nahé a
jak se po bouři vyjasní nebe.
Texty rakví tvrdí, že mrtvý musí být očištěn od Isfet, aby se zrodil v Duatu.
Fyzická reprezentace Isfet měl být bůh Sutech  nebo had Apop.